# Суручены (стадион)
Стадион Суручены (рум. Stadionul Suruceni) — футбольный стадион в селе Суручены (Молдавия), домашняя арена ФК Сфынтул Георге.
Стадион построен в 2009 году и рассчитан на 1500 зрителей.

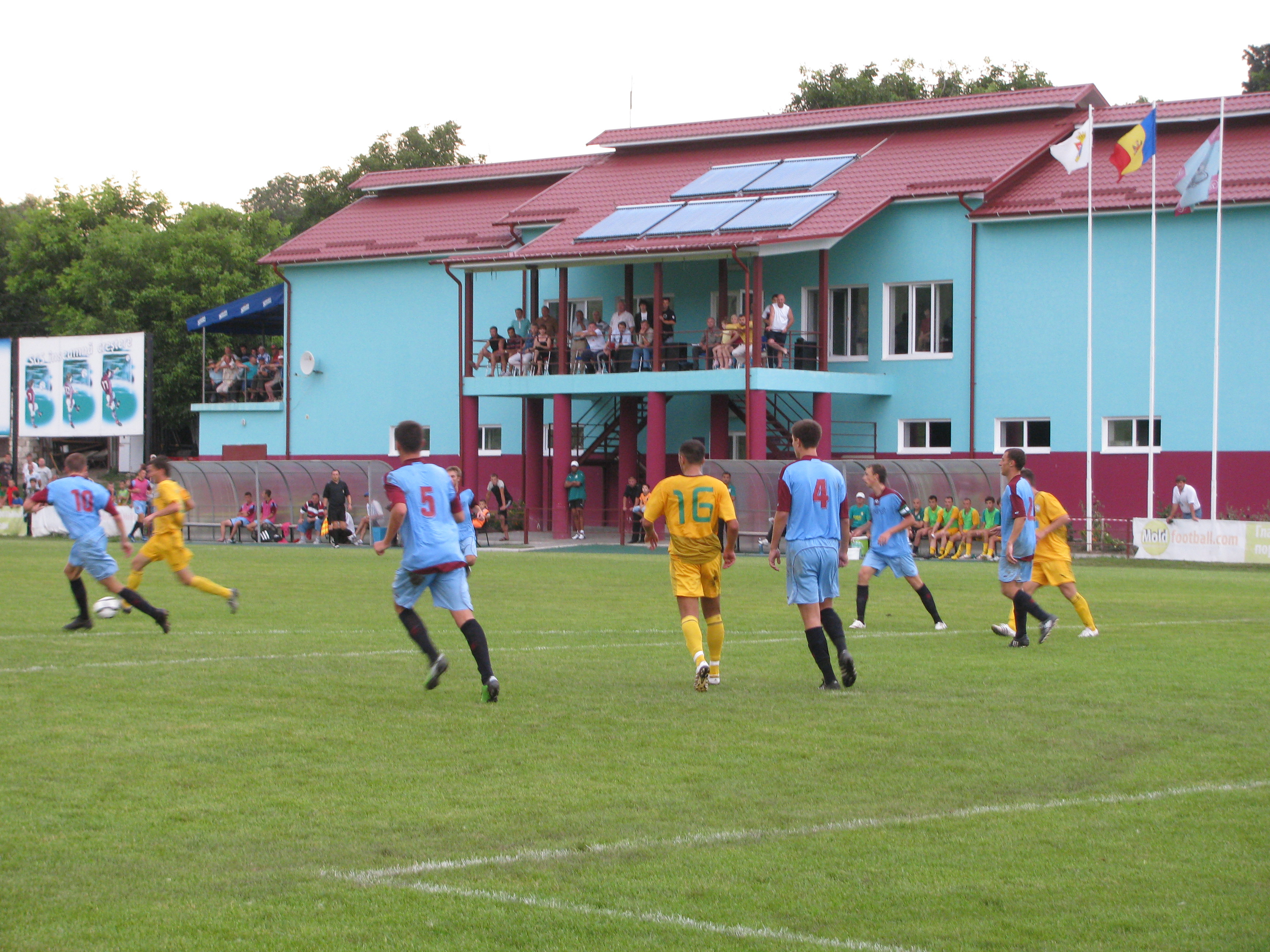
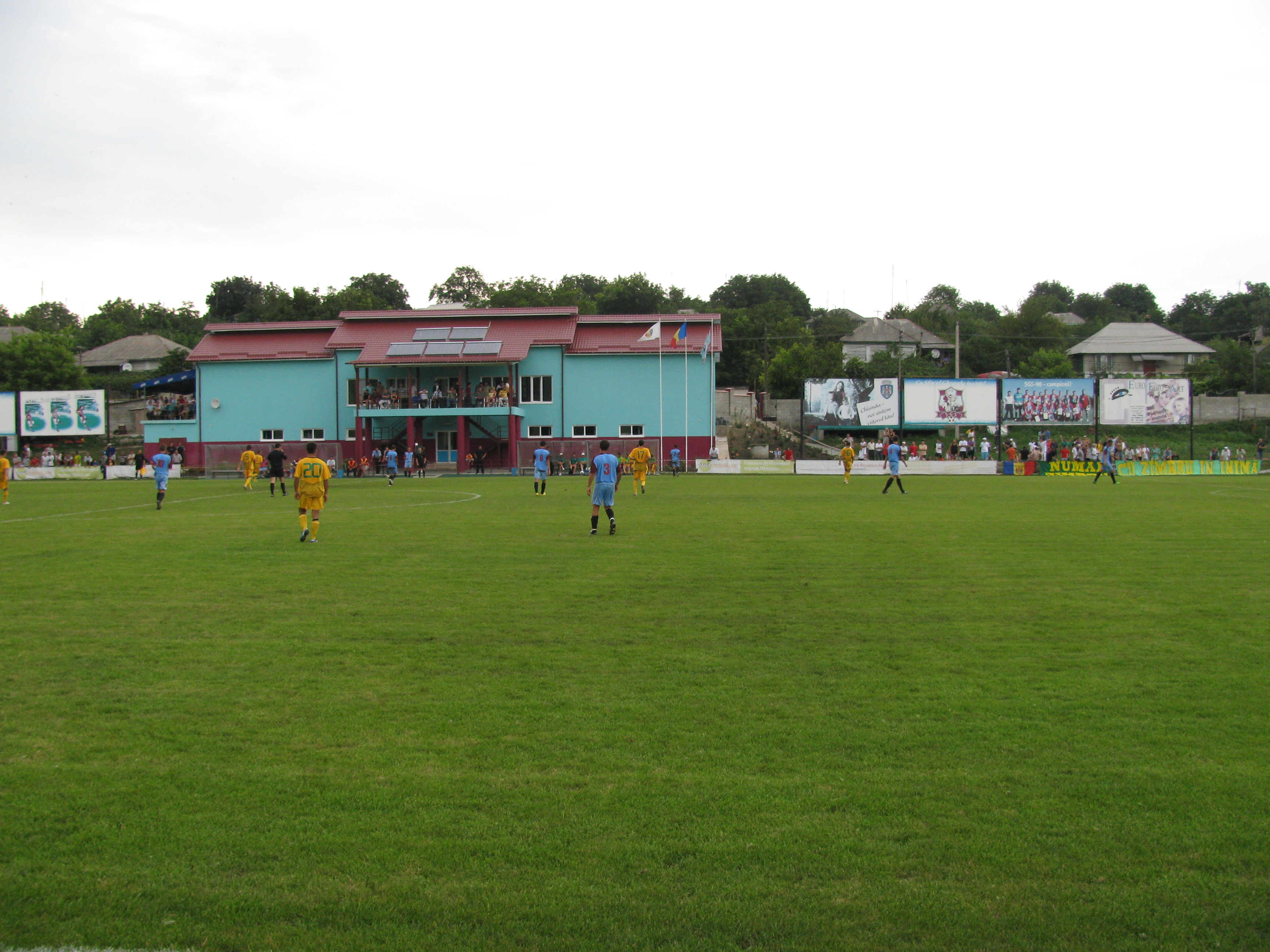
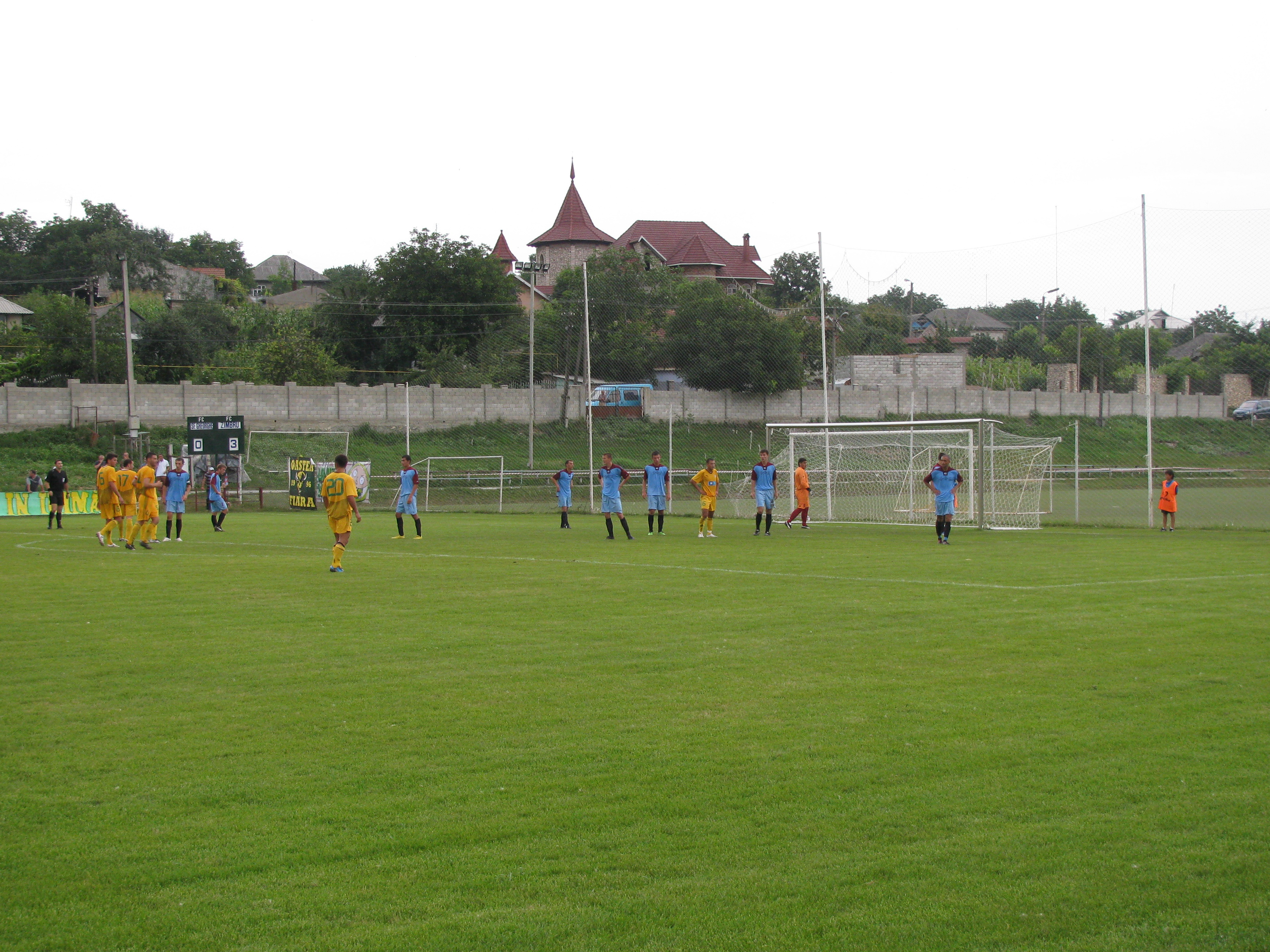
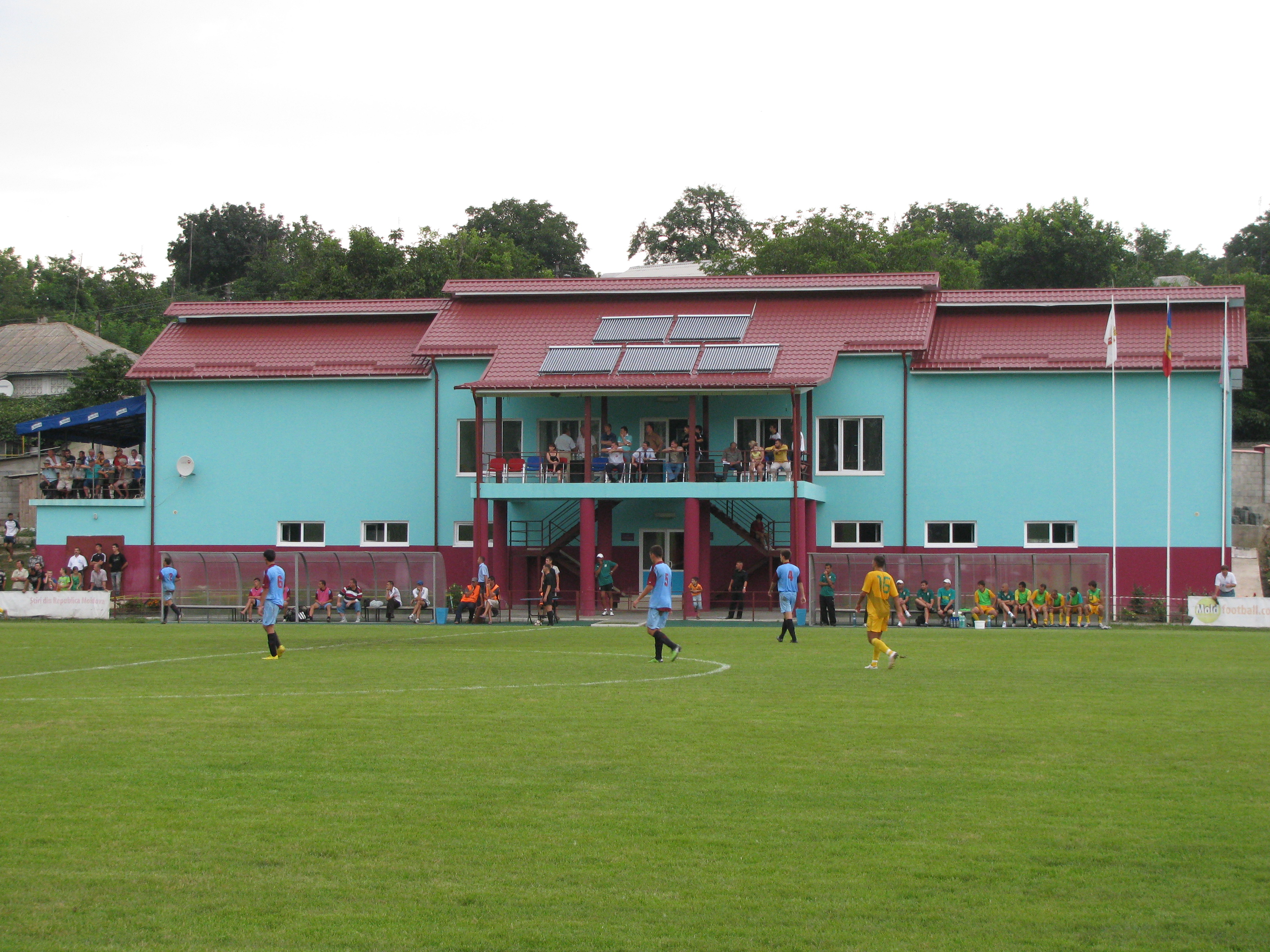
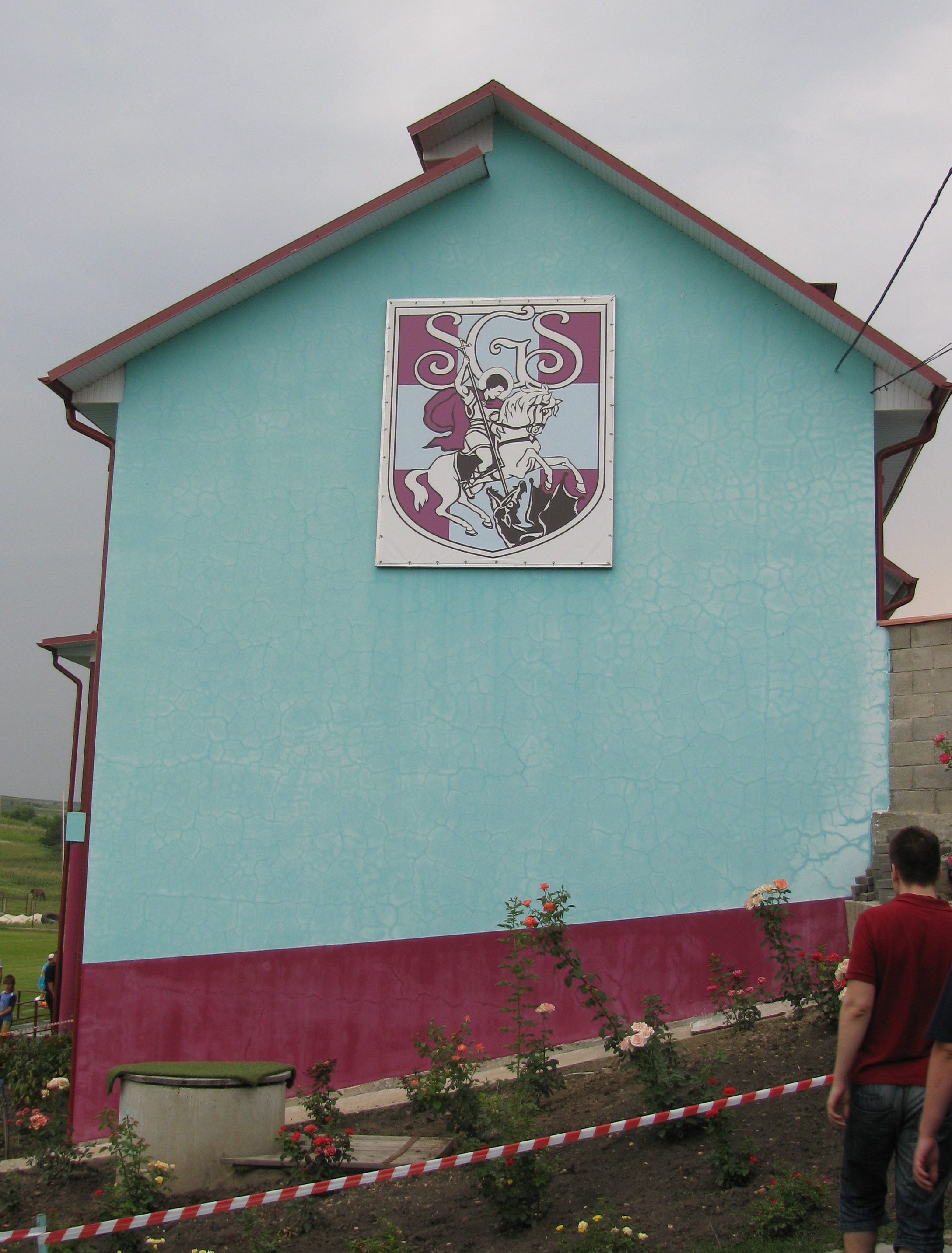